# Baia (Suceava)
Baia (in ungherese Moldvabánya) è un comune della Romania di 7 129 abitanti, ubicato nel distretto di Suceava, nella regione storica della Moldavia.
Il comune è formato dall'unione di 2 villaggi: Baia e Bogata.
Secondo molti storici, tra i quali Ion Nistor, il luogo dove oggi vi è Baia era abitato già abitato fin dal Neolitico con insediamenti di tipo seminomade. La vera storia di Baia comincia nel Medioevo dopo il 1200. Le ricerche archeologiche attestano una vita urbana già nel XIV sec. In un documento del 1339, Baia era descritta come "la più grande città a est dei Carpazi". Il nome Baia è citato per la prima volta in un documento polacco del 1335 e precedentemente nota come Târgul Moldovei. Baia viene considerata la prima capitale della Moldavia, precedentemente al trasferimento di questa prima a Siret e poi a Suceava.
In alcuni documenti appare anche sotto il nome latino di Civitas Moldaviensis.
In lingua tedesca ha avuto vari nomi: Sradt Molde, Molda e Mulda.
Baia venne completamente distrutta dall'esercito moldavo prima della cosiddetta Battaglia di Baia, che ebbe luogo il 15 dicembre 1467 tra le truppe del Principe moldavo Ştefan cel Mare e quelle del Re d'Ungheria Mattia Corvino.
Molto importante storicamente per Baia è il ruolo di capitale del principato Moldavo, infatti ne rimase capitale per circa 8 anni durante il Regno di Stefano il Grande.